# Levkás (ort i Grekland)
Levkás (Lefkada) är en ort i Grekland.   Den ligger i prefekturen Fthiotis och regionen Grekiska fastlandet, i den centrala delen av landet, 180 km nordväst om huvudstaden Aten. Levkás ligger 301 meter över havet och antalet invånare är 394.
Terrängen runt Levkás är huvudsakligen kuperad, men åt sydväst är den bergig. Levkás ligger nere i en dal.Runt Levkás är det ganska glesbefolkat, med 25 invånare per kvadratkilometer. Närmaste större samhälle är Karpenísi, 18,4 km väster om Levkás. Omgivningarna runt Levkás är en mosaik av jordbruksmark och naturlig växtlighet.